# Wittbek
Wittbek (duń. Vedbæk) – gmina w Niemczech w kraju związkowym Szlezwik-Holsztyn, w powiecie Nordfriesland, wchodzi w skład urzędu Nordsee-Treene.